# Parc de la Pedra Tosca
El Parc de la Pedra Tosca, dins del Parc Natural de la Zona Volcànica de la Garrotxa a Les Preses, prop d'Olot, és un projecte de paisatgisme, realitzat per Carme Pigem i la seva signatura RCR Arquitectes, l'any 2004.
El parc se situa en una zona molt especial del Parc Natural, plena de roques, que realment són producte de la colada basáltica del volcà Croscat, i que van ser traslladades amb la finalitat d'aconseguir major superfície de cultiu al despedregar i anivellar zones amb terra més apta per al conreu.
El projecte es va crear amb l'objectiu de potenciar la singularitat del paisatge, ja modificat prèviament per l'obra humana i sorprendre al visitant del Parc Natural.
El plànol està format per una sèrie d'estrets corredors marcats per pals d'acer corten, que subjecten els túmulos que travessen, donant lloc a la formació de traços lineals dels quals es pren consciència si es veuen des de certa altura.
Aquest treball de recuperació paisatgística va suposar una combinació equilibrada d'elements artificials i naturals, que va tenir tan bon resultat que el Parc de Pedra Tosca va aconseguir el quart Premi Europeu de Paisatge Rosa Barba l'any 2006.